# Lachnaea diosmoides
Lachnaea diosmoides är en tibastväxtart som beskrevs av Carl Daniel Friedrich Meisner. Lachnaea diosmoides ingår i släktet Lachnaea och familjen tibastväxter. Utöver nominatformen finns också underarten L. d. tenella.